# Gloster Aircraft Company

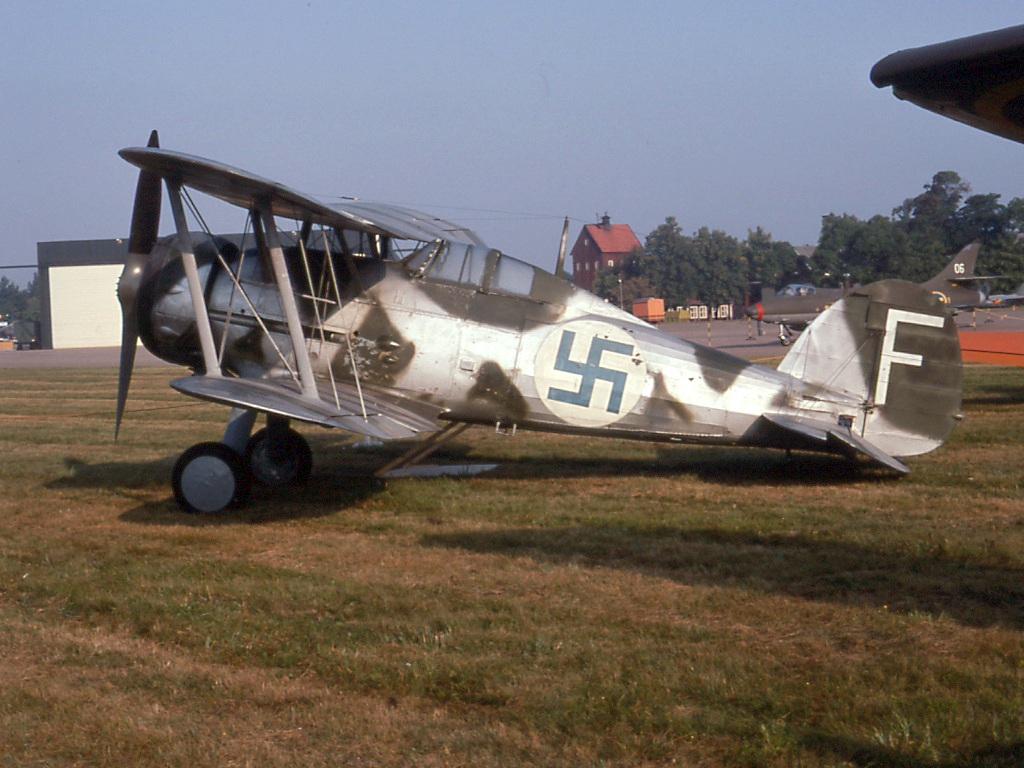
Gloster Gladiator, här i finska flygvapnets färger.

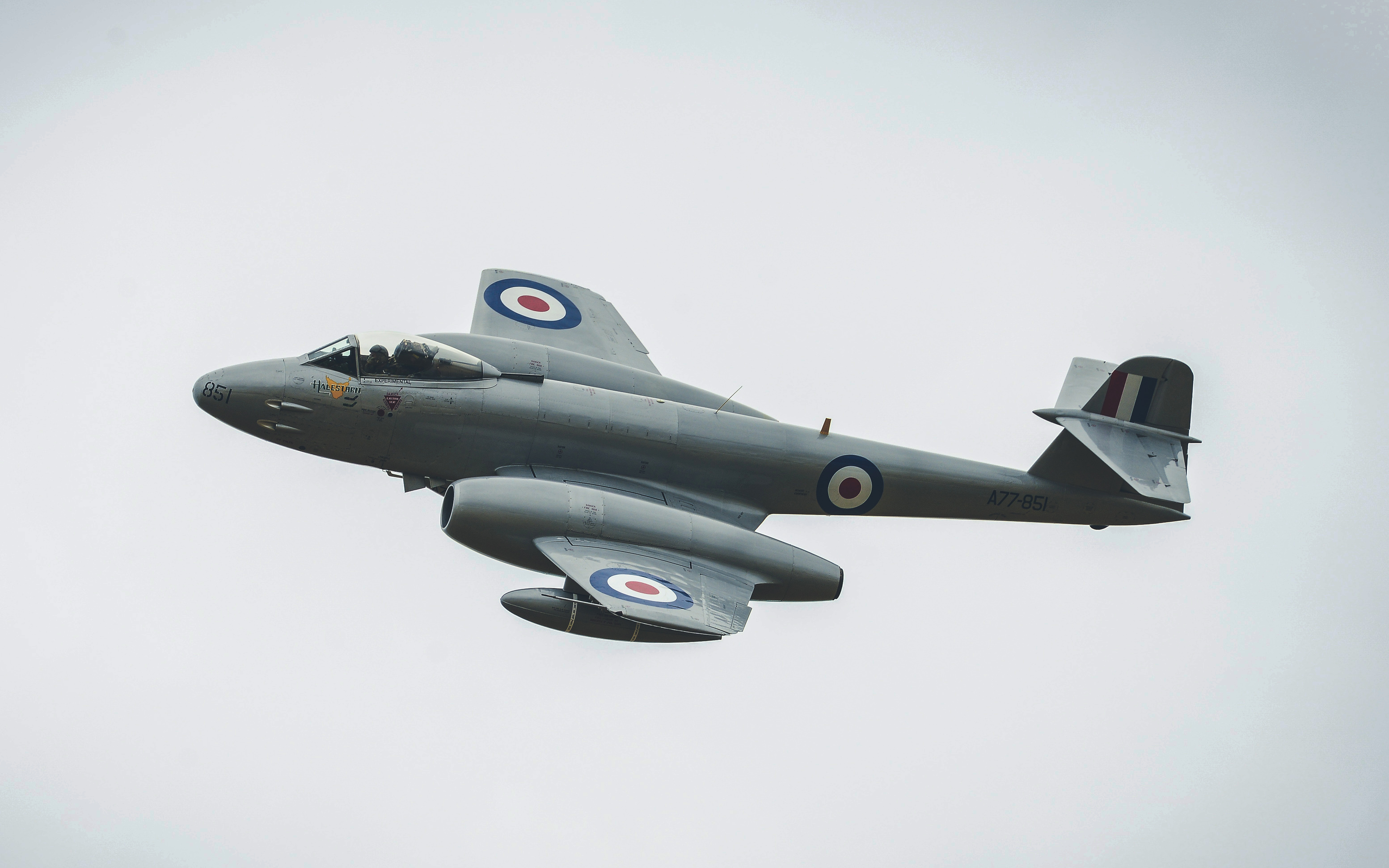
Gloster Meteor var det enda jetflygplan som de allierade hann sätta in i strid under andra världskriget.

Gloster Aircraft Company var en brittisk flygplanstillverkare verksamt från 1917 till 1963. Gloster tillverkade flera egna konstruktioner som Gloster Gladiator och Gloster Meteor och var under andra världskriget också en viktig underleverantör till Hawker Aircraft.
Företaget startade under första världskriget för att producera stridsflygplan, främst Bristol Fighter, för den brittiska krigsmakten. Efter kriget fortsatte man att tillverka jaktflygplan för export till bland annat Grekland och Japan. Gloster Grebe som introducerades 1923 blev Royal Air Forces första nya jaktflygplan efter kriget. Gloster började också tidigt med flygplanskonstruktioner i metall, bland annat Gloster IV och Gloster VI som tävlade om Schneidertrofén 1927 och 1929. Trots att Gloster IV och Gloster VI var monoplan fortsatte Gloster att tillverka biplan, bland annat Gloster Gauntlet och Gloster Gladiator.
År 1934 köptes Gloster upp av Hawker Aircraft men fortsatte att konstruera och tillverka egna modeller. När andra världskriget bröt ut hade Gloster dock inga moderna konstruktioner utan tillverkade i stället Hawker Hurricane och Hawker Typhoon åt Hawker. Det skulle dock snart ändras. År 1939 började Glosters chefsingenjör George Carter och jetmotorns uppfinnare Frank Whittle tillsammans att skissa på flera olika jetdrivna flygplan. Det första av dem, teknikdemnostratorn Gloster E.28/39 flög första gången 15 maj 1941 följt av jaktflygplanet Gloster Meteor 5 mars 1943.
Gloster Meteor var Storbritanniens första jetdrivna jaktflygplan och det enda jaktflygplan som de allierade hann sätta in i strid. Den blev dock snabbt omodern i takt med att modernare jetmotorer och flygplan konstruerades. Därför lanserade Gloster i början av 1950-talet ett nytt och kraftfullare jaktflygplan, Gloster Javelin. Javelin blev Glosters sista egna konstruktion. År 1963 gick man samman med Armstrong Whitworth, Armstrong Siddeley, Hawker Aircraft och Avro och bildade Hawker Siddeley.

## Flygplan
- Gloster Mars, 1921
- Gloster Sparrowhawk, 1921
- Gloster Nighthawk, 1922
- Gloster Gannet, 1923
- Gloster Grebe, 1923
- Gloster Grouse, 1923
- Gloster II, 1924
- Gloster III, 1925
- Gloster Gamecock, 1925
- Gloster Goral, 1926
- Gloster Goring, 1926
- Gloster IV, 1927
- Gloster Goldfinch, 1927
- Gloster Gambet, 1927
- Gloster Gnatsnapper, 1928
- Gloster VI, 1929
- Gloster Survey, 1929
- Gloster TC.33, 1932
- Gloster TSR.38, 1932
- Gloster Gauntlet, 1934
- Gloster Gladiator, 1934
- Gloster E.28/39, 1941
- Gloster Meteor, 1944
- Gloster Javelin, 1954